# James Albert Manning Aikins
James Albert Manning Aikins est un homme politique canadien, Lieutenant-gouverneur de la province du Manitoba de 1916 à 1926.

## Distinctions
- Knight Bachelor